# Evangelische Kirche (Ketteldorf)

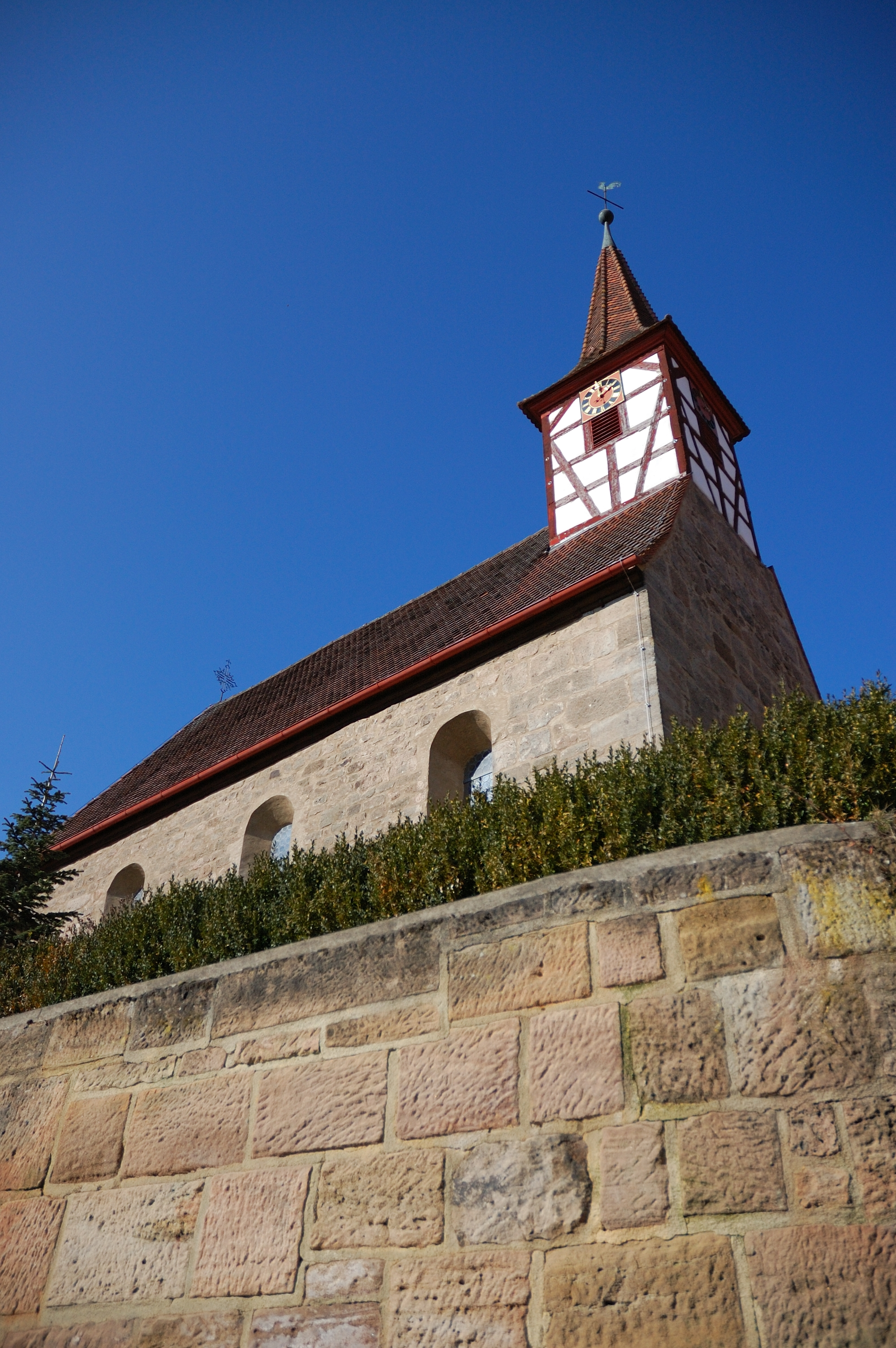
Ketteldorfer Kirche, Südseite

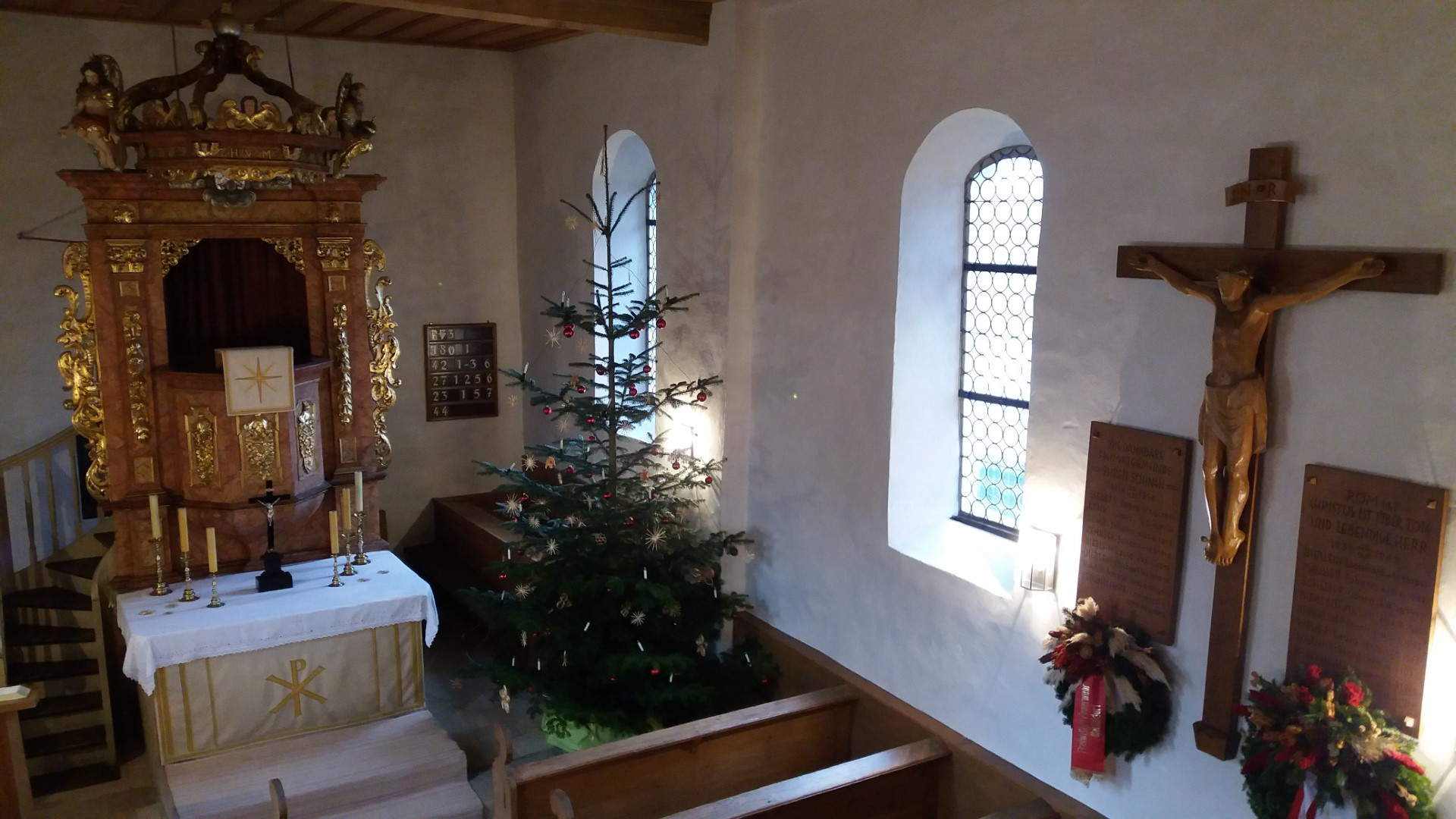
Innenansicht der Kirche in Ketteldorf

Die Ketteldorfer Kirche ist eine evangelisch-lutherische Kirche in Ketteldorf (Dekanat Ansbach). Sie hat kein Patrozinium.

## Kirchengemeinde
Die Bewohner Ketteldorfs wurden ursprünglich von St. Maria (Großhaslach) versorgt. Um 1200 baute das Kloster Heilsbronn dort eine Kapelle. Der Gottesdienst wurde von in Ketteldorf lebenden Heilsbronner Mönchen versehen. Dadurch geriet man in Konflikt mit dem Pfarrer von Großhaslach. 1300 erwarb das Kloster auch das Pfarrpatronat in Großhaslach. Ketteldorf wurde zu einer Filiale von St. Maria und der Gottesdienst fortan vom Großhaslacher Pfarrer versehen. Da die Kirchenstiftung für die Kapelle weder über Kapitalien noch über Grundstücke verfügte, mussten anfallende Reparaturarbeiten vom Kloster übernommen werden. Mit der Auflösung des Klosters im Jahr 1578 verfiel die Kapelle zusehends. 1716 wurde sie wegen Baufälligkeit abgerissen. An ihrer Stelle wurde die heutige Kirche vom Baumeister Johann Wilhelm Zocha errichtet. Die dabei anfallenden Kosten von 546 fl. wurden aus der Kirchenstiftung von St. Martin (Kleinhaslach) bestritten.
Gegenwärtig wird in der Ketteldorfer Kirche sechsmal im Jahr Gottesdienst gefeiert. Die Kirchweih ist immer am Wochenende vor Johanni (24. Juni).

## Kirchengebäude
Die Kirche steht inmitten des Ortes über starken Substruktionsmauern auf einer Anhöhe. Der Saalbau besteht aus Quader- und Bruchstein und schließt mit einem Satteldach ab. Das Quadersteinmauerwerk der Ostseite mit hochrechteckigem Schlitzfenster ist im Sockel stärker. Es handelt sich hierbei um Reste des spätgotischen Vorgängerbaus. An der Südseite befinden sich drei Rundbogenfenster, im Norden ein Rundbogenportal. Der Turm ist ein Fachwerkbau mit achteckiger Spitze und als Dachreiter an der Ostseite aufgepflanzt.
Der mit einer Holzdecke flach abschließende Saal ist einschiffig und hat Holzemporen an der West- und Nordseite. Im Osten steht ein im Barockstil gehaltener Kanzelaltar aus dem Jahr 1716. Damit ist er der älteste erhaltene Kanzelaltar Mittelfrankens. Der Altartisch aus Sandstein ist spätmittelalterlich. 1955 wurde die Kirche renoviert.